# Iuri Andrukhòvitx
Iuri Íhorovitx Andrukhòvitx (en ucraïnès: Юрій Ігорович Андрухович), nascut el 13 de març de 1960 a Ivano-Frankivsk, Ucraïna) és un escriptor, poeta i assagista en llengua ucraïnesa, com també traductor. És cofundador, juntament amb Oleksandr Irvanets i Víktor Neborak, del grup poètic Bu-Ba-Bu el 1985, format per les sigles de les paraules burlesk, balahan, bufonada (бурлеск, балаган, буфонада), és a dir, "burlesc, teatre de fira, bufonada".

## Obra
Fins ara (2023), Andrukhòvitx ha publicat set novel·les, sis reculls de poemes, tres llibres de narracions curtes, quatre volums d'assaigs i un de viatges, a més de traduccions literàries de l'anglès, de l'alemany, del polonès i del rus. A més, els seus assaigs apareixen regularment al Zèrkalo nedeli / Dzèrkalo Tíjnia (Mirall setmanal), un diari bilingüe influent publicat en ucraïnès i rus, amb els articles principals que apareixen també en una edició anglesa en línia (Mirror of the Week).
Per la seva obra literària i la seva activitat pública com a intel·lectual, Andrukhòvitx ha estat guardonat amb diversos premis nacionals i internacionals, com ara el Premi Herder (2001), el Premi de la Pau Erich Maria Remarque (2005), el Premi de la Fira del Llibre de Leipzig per a l'Entesa a Europa (2006) i el Premi Angelus (també el 2006). És membre del comitè editorial de les publicacions periòdiques ucraïneses Krítika i Pòtiah 76.

### Poesia
- El cel i les places («Небо і площі», Nebo i ploixtxi 1985) (Kíiv: editorial Молодь, Mólod, Joventut, 1985)
- El cor de la ciutat («Середмістя», Seredmístia 1989). (Kíiv: Радянський письменник, Radianskyi pysmènnyk, 1989)
- Ocells i plantes exòtics («Екзотичні птахи і рослини», Ekzotitxni ptakhi i roslini 1991)
- Cartes a Ucraïna («Листи в Україну», 1993). (revista Txètver, 1993, No. 4)
- Índia («Індія», Índia, 1994). (revista Сучасність, Sutxàsnist, 1994, No. 5)
- Ocells i plantes exòtics amb l'addició d' "Índia". Col·lecció de versos («Екзотичні птахи і рослини з додатком „Індія“: Колекція віршів»). (Ivano-Frankivsk: Лілея-НВ, Lilèia-NV, 1997)
- Cançons per a un gall mort («Пісні для мертвого півня», Pisni dlià mertvoho pívnia 2004). (Ivano-Frankivsk: Лілея-НВ, Lilèia-NV, 2004)
- Cartes a Ucraïna («Листи в Україну»). (Кíiv: А-ба-ба-га-ла-ма-га, A-ba-ba-ha-la-ma-ha, 2013) - aquest volum és una antologia de 240 pàgines.

### Narrativa breu
- A l'esquerra, a l'alçada del cor («Зліва, де серце», Zliva, de sertse). (revista Pràpor «Прапор» [Bandera], 1989)
- Motor d'amor de tres cilindres («Трициліндровий двигун любові»), junt amb Serhíi Jadan i Liubkó Dèreix. (Khàrkiv: Фоліо, Folio, 2007)
- Escriptors sobre el fútbol («Письменники про футбол») volum col·lectiu. Khàrkiv: Клуб сімейного дозвілля, Club d'oci familiar, 2011).

### Novel·la
- Recreacions («Рекреації», Rekreàtsii 1992). (Сучасність, Sutxàsnist, 1992; Kíiv: Час, Txas, 1997; 1998; Lviv: Піраміда, Piràmida, 2005)
  - Recreaciones (Barcelona: Acantilado, 2007, traducció d'Olga Korobenko)
- Moscovíada («Московіада», Moskoviada 1993). (1993, 1997, Ivano-Frankivsk: Лілея-НВ, Lilèia-NV, 2000; 2006)
  - Moscoviada (Barcelona: Acantilado, 2010, traducció d'Oksana Gollyak i Frederic Guerrero Solé)
- Perversió («Перверзія», Pervèrzia 1996). (revista Сучасність, Sutxàsnist, 1996, No. 1-2; Ivano-Frankivsk: Лілея-НВ, Lilèia-NV, 1997; Lviv: Класика, Klàssika, 1999)
  - Perverzión (Barcelona: Acantilado, 2012, traducció de Frederic Guerrero Solé i Oksana Gollyak)
- Els dotze anells («Дванадцять обручів», Dvanàdtsiat óbrutxiv 2003). (Kíiv: Критика, Krytyka, 2003; 2004; 2005; 2006)
  - Doce anillos (Barcelona: Acantilado, 2007, traducció d'Oksana Gollyak i Frederic Guerrero Solé)
- El secret. En lloc d'una novel·la («Таємниця. Замість роману», 2007). (Khàrkiv: Фоліо, Folio, 2007)
- Els amants de la justícia («Коханці юстиції», Kokhantsi iustítsii, 2017). (Txernivtsí: Meridian Czernowitz, 2017)[2]
- Ràdio Nit («Радіо Ніч», Ràdio Nitx, 2020). (Txernivtsí: Meridian Czernowitz, 2020)

### Assaig
- Desorientació en el terreny («Дезорієнтація на місцевості», Dezorientàtsia na místsevosti 1999). (Ivano-Frankivsk: Лілея-НВ, Lilèia-NV, 1999; 2006)
  - Das letzte Territorium en traducció a l'alemany (Suhrkamp Verlag, 2003; 2016).[3]
  - El último territorio (Barcelona: Acantilado, 2006, traducció de Iury Lech)
- La meva Europa («Моя Європа», Moia Evropa 2000). (Lviv: Класика, Klàssika, 2000; 2005; 2007). Volum amb dues obres: un assaig poètic de l'Andrukhóvytx («Revisió centreeuropea», «Центрально-східна ревізія», Tzentrallno-skhidna revízia), i un altre assaig («Quadern de bitàcola», «Корабельний щоденник», Korabelnyi xodènnyk) de l'escriptor polonès Andrzej Stasiuk. Volum publicat originalment en polonès el 2000 i en ucraïnès el 2001. El 2003 es va publicar en alemany, i el 2005 va sortir en castellà (Mi Europa) amb Acantilado / Quaderns Crema, en traducció de Iury Lech.
  - Mi Europa (Barcelona: Acantilado, 2005, traducció de Iury Lech)
- El diable és al formatge («Диявол ховається в сирі», Diàvol khovàetsia v siri 2006). (Kíiv: Критика, Krýtyka, 2006)
- Aquí està enterrat en Fantomàs («Тут похований Фантомас», Tut pokhòvanii Fantomàs, 2015). (Brústuriv: Дискурсус, Dyskursus, 2015)
- Enciclopèdia de ciutats íntimes («Лексикон інтимних міст», Leksikon intímnykh mist). (Meridian Czernowitz; Kíiv: Майстер книг, Màister knyh, 2011; Видавництво 21, Vydavnytstvo 21, 2021; 480 pp., amb il·lustracions) ISBN 978-966-2578-11-9
  - Pequeña enciclopedia de lugares íntimos. Breviario personal de geopoética y cosmopolítica (Barcelona: Acantilado, 2023, traducció d'Oksana Gollyak i Frederic Guerrero Solé) - aquest volum inclou una part de les ciutats glossades en la obra original, per això se'n diu "petita enciclopèdia".

### Traduccions (fetes per l'autor a l'ucraïnès)
- El dia que va morir la senyora Day. Poesia americana dels anys 1950-60 en traducció de Iuri Andrukhòvitx. Antologia («День смертi Панi День. Американська поезія 1950-60-х років у перекладах Юрія Андруховича. Антологія», Deny smerti Pani Deny. Amerykanska poèzia 1950-60kh rókiv u perèkladakh Iúria Andrukhòvitxa. Antolòhia, 2006). (Khàrkiv: Folio, 2007).
- etc.

## Posicionament polític
Andrukhòvitx escriu en ucraïnès i és conegut per les seves posicions fortament ucraïnòfiles, tot i que rarament se'l considera un nacionalista ucraïnès, denominació que rebutja categòricament. Quan l'entrevisten, assegura que respecta tant l'ucraïnès com el rus i afirma que els seus oponents no entenen que és la mateixa supervivència de la llengua ucraïnesa la que es troba amenaçada. Ell mateix es tradueix els seus assaigs de l'ucraïnès al rus per al diari Zèrkalo nedeli / Dzèrkalo Tíjnia, que es publica alhora en totes dues llengües.